# Cal Fortaner
Cal Fortaner és un edifici del municipi de Cercs (Berguedà) que forma part de l'Inventari del Patrimoni Arquitectònic de Catalunya.

## Descripció
És una casa de pagès de pedra i teulada a dues vessants de teula aràb. Té edificacions annexes: corrals i pallisses. Situada molt a prop de l'església romànica de Sant Jordi, participa del mateix context i forma una peça més del rosari de cases que s'inicia amb la del Galló i s'enfila amunt a les vores del camí vell de Paguera, en un paisatge de gran entitat.